# Gene Sarazen
Gene Sarazen (/ˈsɑrəzɛn/; 27 de fevereiro de 1902 — 13 de maio de 1999) foi um golfista norte-americano, campeão do Masters de Golfe de 1935.

## Carreira
É um dos cinco jogadores de golfe (junto com Ben Hogan, Jack Nicklaus, Gary Player e Tiger Woods) a vencer todos os principais torneios da atualidade.
Sarazen foi introduzido no Hall da Fama do Golfe Mundial em 1974.